# Oblast Wologda
Koordinaten: 60° 0′ N, 41° 0′ O
Die Oblast Wologda (russisch Вологодская область/ Wologodskaja oblast) ist eine Oblast im Föderationskreis Nordwestrussland. Sie wurde am 23. September 1937 gegründet.

## Geschichte
In den ersten Jahrhunderten unserer Zeitrechnung bestand die indigene Bevölkerung aus den finno-ugrischen Stämmen der Wepsen, die am Weißen See lebten und der Sawolotschskaja-Tschuden, deren Siedlungsgebiete sich westlich des Kubenskoje-Sees befanden.
Erst im 5. – 6. Jahrhundert begannen die Ostslawen das Gebiet zu erschließen. Die Kolonisierung des russischen Nordens verlief sowohl von Westen (Slowenen/Ilmenslawen) als auch von Süden (Kriwitschen) her.
Im Jahre 862 wird Beloosero (heute Belosersk) als erste Siedlung urkundlich erwähnt. Es folgten im 12. Jahrhundert Städte wie Wologda und Weliki Ustjug gegründet. In dieser Zeit befanden sich die westlichen Teile der heutigen Wologodskaja oblast unter dem Einfluss des Fürstentums Weliki Nowgorod, während die zentralen und östlichen Gebiete unter der Herrschaft des Fürstentums Rostow-Susdal standen.

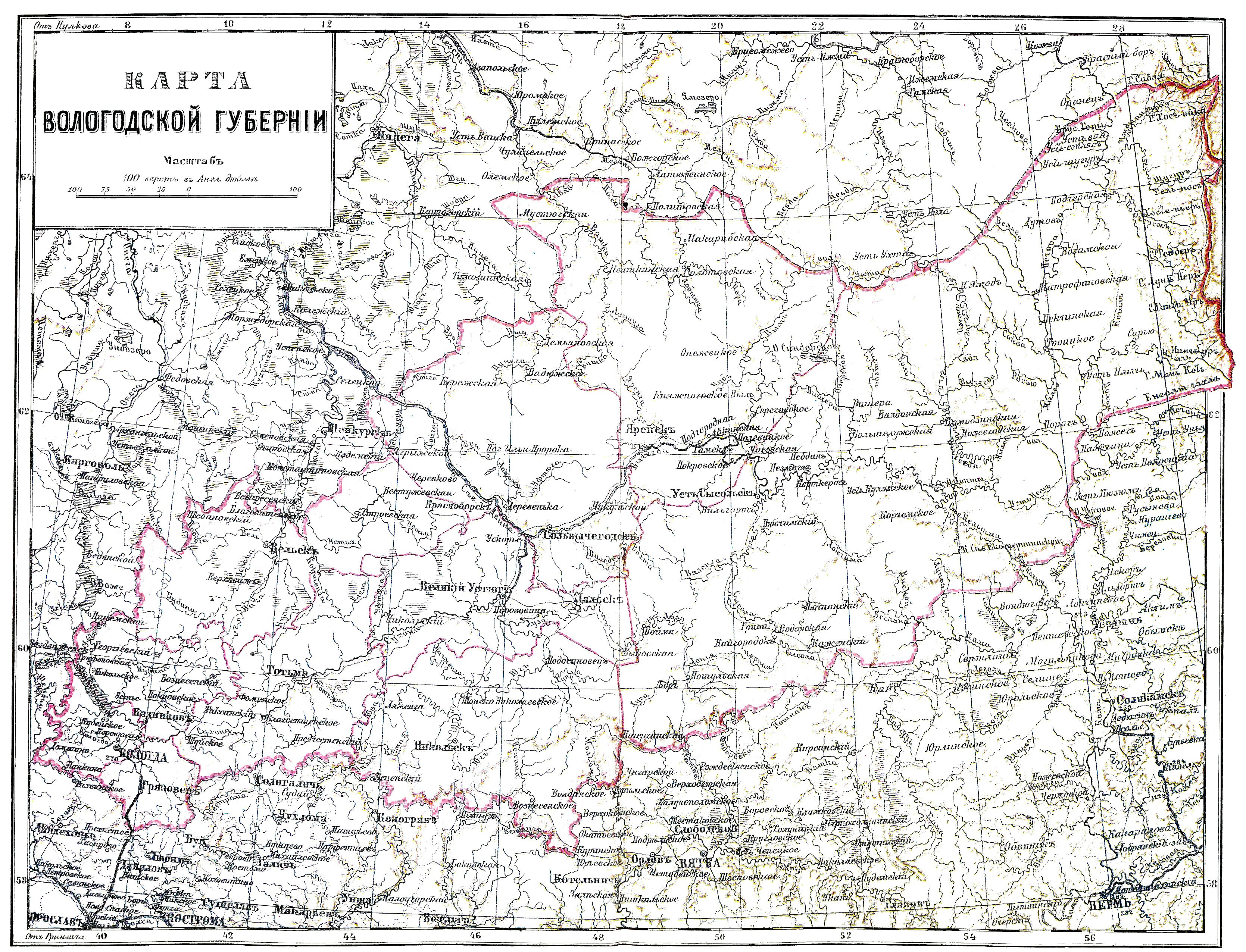
Karte des Gouvernements Wologda

1238 bildete sich aus diesem Territorium das von Rostow-Susdal unabhängige Fürstentum Beloosero heraus, das jedoch im 14. Jahrhundert in das Moskauer Reich eingegliedert wurde. Die meisten Städte der heutigen Wologodskaja oblast erhielten die Stadtrechte erst während der Reformen unter Katharina II.
Bei der ersten Verwaltungsreform wurde der Westteil der heutigen Oblast Teil des Gouvernements Ingermanland, der Ostteil gehörte zum Gouvernement Archangelgorod.
1780 wurde die Statthalterschaft Wologda gegründet, das 1796 in das Gouvernement Wologda umgewandelt wurde und aus sieben Ujesdi bestand. Der Ostteil gehörte bis 1927 zu diesem Gouvernement. Der Westteil gehörte von 1727 bis 1927 zum Gouvernement Nowgorod. Am 15. Juli 1929 wurden beide Gebiete Teil des neuen Nördlichen Krais. Nach dessen Auflösung kam die Gegend vom 5. Dezember bis zum 23. September zur neuen Nördlichen Oblast. Diese kurzlebige Oblast wurde dann geteilt und eines der Nachfolgesubjekte war die neue Oblast Wologda.
1918 wurde Wologda für fünf Monate „diplomatische Hauptstadt Russlands“, hier befanden sich elf Botschaften der größten Länder der Welt. Und von 1941 bis zum Juni 1944 war ein kleiner Teil im Westen von Finnland besetzt.

## Geographie, Klima und Natur
Die Oblast grenzt im Norden an die Archangelskaja oblast, im Osten an die Kirowskaja oblast, im Süden an die Kostromskaja und die Jaroslawskaja oblast, im Südwesten an die Twerskaja und die Nowgorodskaja oblast, im Westen an die Leningradskaja oblast und im Nordwesten an die Republik Karelien.
Die Oblast Wologda liegt im Nordosten der Osteuropäischen Ebene, das Relief ist hügelig, es wechseln sich Tiefebenen (Prioneschskaja, Mologo-Scheksninskaja), Landrücken (Andogskaja-, Beloserskaja-, Kirillowskaja Grjada) und Höhenzüge (Andomskoje-, Wepsowskoje, Wologodskoje-, Galitschskoje-, Werchnewaschskoje-Höhen, Nordrussischer Landrücken) ab. Bodenschätze gibt es kaum – Vorkommen von Torf, Baumaterialien und Mineralwasser. Das Klima ist kontinental-gemäßigt mit kalten Wintern (Mitteltemperatur im Januar −14 °C) und warmen Sommern (Mitteltemperatur im Juli +18 °C). Die Niederschlagsmenge ist vergleichsweise groß, 500 mm pro Jahr, bei schwacher Verdunstung, weshalb die Oblast reich an Flüssen, Seen und Sümpfen ist.
Hier fließen große Flüsse: Suchona mit Zuflüssen Wologda und Dwiniza, Jug mit Lusa, Mologa mit Tschagodoschtscha, Scheksna, Andoma, Oberlauf von Unscha. Im Südwesten liegt der große Rybinsker Stausee, im Westen Belojesee, Kubenskojesee und Woschesee. Onegasee im Norden wird mit Wolga durch Wolga-Ostsee-Kanal verbunden. Pflanzenwelt ist typisch für die mittlere und südliche Taiga. Wälder, größtenteils Kiefernwälder, bedecken etwa 2/3 des Territoriums der Oblast.
Die Tierwelt ist auch typisch für Taiga: Elch, Braunbär, Vielfraß, Schneehase, Steinmarder, Dachs, Wolf, Fuchs; Vögel: Rebhuhn, Birkhuhn, Haselhuhn. In Flüssen und Seen gibt es Lachs, Brachsen, Zander, Barsch, Hecht und andere. Die Natur wird im Nationalpark Russki Sewer und im Naturschutzgebiet Darwinski geschützt.

## Soziale Lage
Vorteile gegenüber anderen Subjekten Russlands:
- Auf Export spezialisierte Industrie sichert größere Einnahmen ins Budget der Oblast und größeres Einkommen der Bevölkerung des Industriezentrums der Oblast – Tscherepowez;
- ausgeglichene Unterschiede der Einkommen in verschiedenen Branchen;
- niedrigere Armutsgrenze;
- niedrigere Arbeitslosenquote;
- Bevölkerung hat leichteren Zugang zu Dienstleistungen des Gesundheitswesens, Kinderbetreuung und Schulbildung

Soziale Probleme
- Wirtschaft hängt von einem einzigen Betrieb ab;
- Konzentration der Bevölkerung, Wirtschaftsaktivität und Einkommen in zwei großen Städten und ihrer Umgebung bei wirtschaftlicher und sozialer Degradierung der breiten Peripherie;
- niedrigere Lebensqualität, Lebensdauer und Bildungsniveau.

## Bevölkerung
Die Einwohner der Oblast nennt man Wologscháne. Urbevölkerung sind die Tschuden und Wepsen. Beide Volksgruppen sind beinahe vollständig im Russentum aufgegangen.
Bei der durchschnittlichen Bevölkerungsdichte von 8,7 Einwohner pro km² ist sie in den nördlichen und östlichen Teilen nicht größer aus 4 Einwohner pro km², was der Bevölkerungsdichte Sibiriens entspricht. Der urbanisierte südliche Teil (vorstädtische Rajons Tscherepowez und Wologda sowie angrenzende Rajons Scheksna, Grjasowez und Sokol) ist dichter bevölkert (10 bis 70 Einwohner pro km²).
Bei den letzten russischen Volkszählungen in den Jahren 2002 und 2010 gab es eine Bevölkerungszahl von 1.269.568 respektive 1.202.444 Bewohnern. Somit sank die Einwohnerzahl in diesen acht Jahren um 67.124 Personen (−5,29 %). In Städten wohnten 2010 849.853 Menschen. Dies entspricht 70,68 % der Bevölkerung (in Russland 73,72 %). Bis zum 1. Januar 2014 sank die Einwohnerschaft weiter auf 1.193.371 Menschen. Die Verteilung der verschiedenen Volksgruppen sah folgendermaßen aus:
| Nationalität     | VZ 1989   | Prozent | VZ 2002   | Prozent | VZ 2010   | Prozent |
| ---------------- | --------- | ------- | --------- | ------- | --------- | ------- |
| Russen           | 1.301.516 | 96,48   | 1.225.957 | 96,56   | 1.112.658 | 92,53   |
| Ukrainer         | 19.134    | 1,42    | 12.297    | 0,97    | 8.602     | 0,72    |
| Weißrussen       | 7.419     | 0,55    | 4.918     | 0,39    | 3.278     | 0,27    |
| Aserbaidschaner  | 1.506     | 0,11    | 2.665     | 0,21    | 2.596     | 0,22    |
| Armenier         | 866       | 0,06    | 2.150     | 0,17    | 2.469     | 0,21    |
| Zigane           | 1.952     | 0,14    | 2.079     | 0,16    | 1.872     | 0,16    |
| Tataren          | 1.843     | 0,14    | 1.857     | 0,15    | 1.519     | 0,13    |
| Usbeken          | 505       | 0,04    | 413       | 0,03    | 1.250     | 0,10    |
| Moldawier        | 1.427     | 0,11    | 1.048     | 0,08    | 939       | 0,08    |
| Tschuwaschen     | 1.159     | 0,09    | 911       | 0,07    | 676       | 0,06    |
| Georgier         | 1.252     | 0,09    | 987       | 0,08    | 673       | 0,06    |
| Russlanddeutsche | 865       | 0,06    | 955       | 0,08    | 641       | 0,05    |
| Wepsen           | 728       | 0,05    | 426       | 0,03    | 412       | 0,03    |
| Einwohner        | 1.349.022 | 100,00  | 1.269.568 | 100,00  | 1.202.444 | 100,00  |

Landschaft an der Mologa

Anmerkung: die Anteile beziehen sich auf Gesamtzahl der Einwohner. Also mitsamt dem Personenkreis, der keine Angaben zu seiner ethnischen Zugehörigkeit gemacht hat (2002 5.668 resp. 2010 58.511 Personen)
Die Bevölkerung des Gebiets besteht heute fast gänzlich aus Russen. Weitere historisch oder seit der Frühzeit der Sowjetunion dort siedelnden größere Volksgruppen sind die Ukrainer, Weißrussen und Wepsen (Urbevölkerung). Nach dem Zweiten Weltkrieg kamen zahlreiche Personen aus anderen Regionen der Sowjetunion hinzu. Deren Zahlen sinken allerdings stark. Aus dem Nordkaukasus, Transkaukasus und Zentralasien dagegen sind seit 1945 einige Tausend Menschen zugewandert.

## Verwaltungsgliederung und Städte
Die Oblast Wologda gliedert sich in 26 Rajons und zwei Stadtkreise, gebildet von den beiden einzigen Großstädten, dem Verwaltungszentrum Wologda und der noch etwas größeren Industriestadt Tscherepowez. Im Vergleich zu den meisten Subjekten Zentral- und Nordwestrusslands ist die Oblast Wologda weniger urbanisiert (nur 69 % der Bevölkerung wohnen in den Städten) und hat nur wenige große Ortschaften. Die Oblast hat nur zwei Mittelstädte – Weliki Ustjug und Sokol – mit mehr als 30.000 Einwohnern; elf der Städte sind Kleinstädte mit unter 5 bis 16 Tausend Einwohnern. Rajonzentren der Hälfte der Rajons sind Dörfer oder Siedlungen städtischen Typs. Insgesamt gibt es in der Oblast 15 Städte und neun Siedlung städtischen Typs.
| Stadt/Städt. Siedlung* | Russisch      | Einwohner (14. Oktober 2010) |
| ---------------------- | ------------- | ---------------------------- |
| Tscherepowez           | Череповец     | 312.310                      |
| Wologda                | Вологда       | 301.755                      |
| Sokol                  | Сокол         | 38.452                       |
| Weliki Ustjug          | Великий Устюг | 31.665                       |
| Scheksna*              | Шексна        | 20.953                       |
| Grjasowez              | Грязовец      | 15.528                       |

## Verwaltung
Gouverneur der Oblast und von ihm gebildete Verwaltungsorgane verkörpern die Exekutive der Oblast Wologda. Er vertritt die Oblast in den Beziehungen mit der Regierung und Kommunalverwaltungen anderer Subjekte des Staates.
Exekutive ist die Regierung der Oblast Wologda, seit 1996 wurde sie vom Gouverneur Wjatscheslaw Posgaljow geleitet. Nachdem Posgaljow im Dezember 2011 seinen Rücktritt erklärt hatte, wurde Oleg Kuwschinnikow zum kommissarischen Gouverneur ernannt. Aktueller Gouverneur ist Georgij Filimonow, der am 31. Oktober 2023 per Dekret von Präsident Wladimir Putin ernannt wurde.
Legislative ist die Gesetzgebende Versammlung (Duma) aus 34 Deputierten. Sitzungen werden von dem Vorsitzenden geleitet, der in einer geheimen Abstimmung von den Deputierten gewählt wird.

## Wirtschaft
Die Oblast belegt in Russland den zweiten Platz im Verhältnis der Industrieproduktion zur Einwohnerzahl. Im Jahre 2004 wurden in der Oblast 16 % Stahl, 11 % Mineraldünger, 14,5 Kugellager, 7 % Bauholz, 11,4 % Leinenstoff hergestellt. 1,5 % des Exports aus Russland werden in der Oblast Wologda hergestellt.
Die Oblast Wologda ist stark in die Weltwirtschaft integriert. Außenhandelsumsatz betrug 2004 3,082 Milliarden US-Dollar. Waren im Wert von 2,741 US-Dollar wurden exportiert. In Bezug auf Verhältnis des Exports zur Einwohneranzahl belegt die Oblast den sechsten Platz in Russland und den zweiten Platz in Nordwestrussland. Exportprodukte sind in erster Linie Produktion der Giganten der Stahlindustrie: Sewerstal AG, Tscherepowez-Stahlwerk, Ammofos AG, Asot AG, Wologdaer Kugellagerbetrieb.
Wirtschaftswachstum wird in erster Linie durch Stahlindustrie gesichert. Diese Bindung stellt Wirtschaft und die soziale Sphäre der Oblast in starke Abhängigkeit von der finanziell-wirtschaftlichen Lage der Betriebe des Sewerstal-Holdings, die sich auf dem Territorium der Oblast befinden. Bedeutung des Sewerstal belegt die Tatsache, dass es mehr als 80 % der Steuereinnahmen ins Haushalt der Oblast sichert.
Landwirtschaft, wie auch in anderen Gebieten Russlands ohne Schwarzboden, bleibt ein kritischer Sektor der Wirtschaft. In den Jahren 1990–2003 wurde der Viehbestand 2,9-mal kleiner. Die Oblast ist auf Produktion von Milch spezialisiert, Produktionsvolumen wachsen aber nur in Vorstädten des mehr besiedelten und verkehrstechnisch erschlossenen Südens, also nahe der Absatzmärkte. Vier Rajons aus 26 (Wologda, Tscherepowez, Grjasowez, Scheksna) erzeugen 55 % der Milch der gesamten Oblast. Stabiles Wachstum in den anderen Bereichen der Landwirtschaft verzeichnen nur große Geflügelfarmen. Sie befinden sich in der Nähe von Wologda und Tscherepowez oder dazwischen (Rajon Scheksna). Als Resultat konzentriert sich die Landwirtschaft auch weiter in einigen vorstädtischen Rajons, gleichzeitig degradiert Agrarsektor in der Peripherie der Oblast, nur durch Holzgewinnung bleibt er bestehen. Trotzdem exportiert die Oblast beträchtliche Mengen an Nahrungsmitteln: Milch, Geflügel, Fleisch, berühmte Wologda-Butter.
Einige Arten des traditionellen Kunsthandwerkes sind bis heute erhalten geblieben: Wologdaer Spitze, das größte Zentrum der Spitzenherstellung in Russland ist Wologdaer Unternehmen Sneschinka; einzigartige Gewerbe von Weliki Ustjug – Schemogoder Schnitzen der Birkenrinde und Silberschwärzung.

## Verkehr
Die Entfernung zwischen Wologda und Moskau beträgt 497 km.

### Kraftverkehr
Föderationsautobahn — M8 „Cholmogory“ (Moskau — Jaroslawl — Wologda — Archangelsk)
Föderationsstraße — A114 (Wologda — Nowaja Ladoga — M18)
Wichtige Autostraßen:
Suchoner Straße (Totma — Njukseniza — Weliki Ustjug)
R5 (Wologda — Kirillow — Wytegra)
R6 (Tscherepowez — Belosersk — Lipin Bor)
R7 (Tschekschino — Totma — Nikolsk)

### Eisenbahn
Wologda Bahnhof ist ein großer Eisenbahnknoten, es gibt vier wichtige Verkehrsrichtungen: nach Norden (Archangelsk, Murmansk, Workuta), nach Westen (Sankt Petersburg), nach Süden (Moskau) und nach Südosten (Zentralrussland, Ural und Sibirien).
Die Waldbahn Bely Rutschei ist eine 63 km lange Schmalspurbahn bei Depo im Rajon Wytegra.

### Luftverkehr
Flughafen in Wologda (Flüge nach Moskau, Weliki Ustjug, Kitschmengski Gorodok, Wytegra)
Flughafen in Tscherepowez (Flüge nach Moskau, Sankt-Petersburg, Petrosawodsk)

### Binnenschifffahrt
Binnenhafen in Tscherepowez ist einer der größten auf dem Wolga-Ostsee-Kanal. An der mehr als 900 Meter langen Kaimauer können Schiffe be- und entladen werden. Der Hafen besitzt motorisierte und antriebslose Frachtschiffe mit einer Tonnage von über 61.000 t, Schlepper, Spezialschiffe und Hafenkräne mit einer Hebefähigkeit von 5 bis 40 t, Passagierschiffe, offene und bedeckte Lagerräume.

## Telekommunikation
- Festnetz: Monopol hat Telekom Nordwest AG.
- Mobilfunk: zum Anfang 2005 bieten auf dem Territorium der Oblast drei Telekommunikationsunternehmen ihre Dienste an: Megafon (etwa 70 % des Marktes), MTS, Beeline. Verbindung über Mobilfunk ist in 19 Rajons möglich (Erfassung des Territoriums ist ungleichmäßig – Dienste des Mobilfunks werden in den östlichen Gebieten, abgesehen von Totma und Weliki Ustjug, nicht angeboten). Gesamtanzahl der Benutzer beträgt 600.000.

## Medien
Es gibt nur einige wenige Massenmedien, die in der Regel von der Regierung der Oblast kontrolliert werden.
Die größte Regionalzeitung ist Krasny Sewer (seit 1917). Andere Regionalzeitungen sind Russki Sewer, Nasch Region, Premjer, Chronometr.
Regionalfernsehen wird von der Filiale der öffentlich-rechtlichen Sendeanstalt „Fernsehen Wologda“ vertreten.
Radiosender: Transmit, Premjer, Wologodskoje Radio.
Nachrichtenagenturen: Wologdaer Informationszentrum Nachrichten der Oblast Wologda, Sewer-Inform.

## Kultur, Tourismus
Eine Reihe von Städten und Siedlungen der Oblast – z. B. Belosersk, Weliki Ustjug, Wologda, Ustjuschna und Totma – besitzen den Status einer „Historischen Stadt Russlands“ und sind unter Schutz gestellt. Weliki Ustjug ist seit 1999 offizielle Heimat von Väterchen Frost (Дед oder Дедушка Мороз), dem russischen Weihnachtsmann.
Führende Museen sind die Geschichtlich-architektonische und kunstgeschichtliche Museumsreservate (Историко-архитектурный и художественный музей-заповедник) in Wologda, Kirillow und Weliki-Ustjug sowie das Heimatmuseum in Totma (Тотемский краеведческий музей) und der Museumsbund in Tscherepowez (Череповецкое музейное объединение). In Semenkowo bei Wologda befindet sich das Architektonisch-ethnographische Museum der Oblast (Архитектурно-этнографический музей Вологодской области).
Von besonderem Interesse sind Denkmale des Sakralbaus, darunter das Erlöser-Priluzki-Dmitri-Kloster (Спасо-Прилуцкий Дмитрьев монастырь) in Wologda, das Kirillo-Beloserski-Kloster (Кирилло-Белозерский монастырь) in Kirillow und viele andere. Wegen seiner bedeutenden Wand- und Deckenmalereien, die 1502 von Meister Dionisij gemalt wurden, wurde das berühmteste Wehrkloster der Oblast, das Ferapont-Kloster zur Geburt der Gottesmutter (Богородице-Рождественский Ферапонтов монастырь) in Ferapontowo, im Jahre 2002 in die Liste des Welterbes der UNESCO aufgenommen.
Die Oblast ist berühmt für ihre Fülle an erhaltenen Denkmalen der Holzbaukunst. Dennoch vermindert sich ihre Anzahl aus verschiedenen Gründen kontinuierlich, erhaltene Gebäude verfallen. So brannte 1963 die Mariä-Schutz-und-Fürbitte-Kirche (Покровская церковь) in Anchimowo bei Wytegra, die unmittelbare Vorläuferin der Christi-Verklärungs-Kirche in Kischi, ab.
Jagd- und Fischfangtourismus sind in der Oblast gut entwickelt, es entsteht der so genannte Dorftourismus.